# Charmon paloratus
Charmon paloratus är en stekelart som beskrevs av Papp 1983. Charmon paloratus ingår i släktet Charmon och familjen bracksteklar. Inga underarter finns listade i Catalogue of Life.